# Gjemnes kommun
Gjemnes kommun (norska: Gjemnes kommune) är en kommun i landskapet Nordmøre i Møre og Romsdal fylke i västra Norge. Kommunens centralort är tätorten Batnfjordsøra. 

## Administrativ historik
Gjemnes kommun bildades 1893 när gränserna i Frei, Øre och Kvernes kommuner justerades. 1965 slogs Gjemnes samman med Øre kommun, samtidigt som ett område med 778 invånare överfördes från Tingvolls kommun.

## Tätorter
I Gjemnes kommun finns två tätorter:
- Batnfjordsøra (centralort)
- Torvikbukt

## Socknar
Inom Norska kyrkan är Gjemnes kommun indelad i två socknar:
- Gjemnes socken
- Øre socken

Socknarna ingår i Indre Nordmøre prosteri i Møre stift.

## Bilder

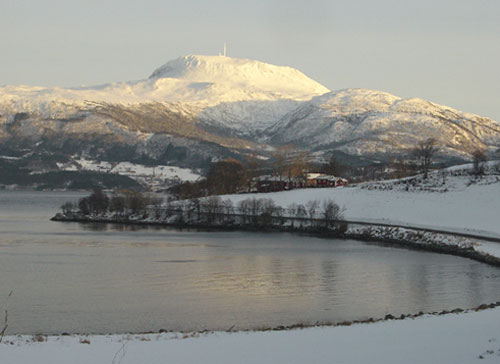
Reinsfjellet sett från Gjemnes.
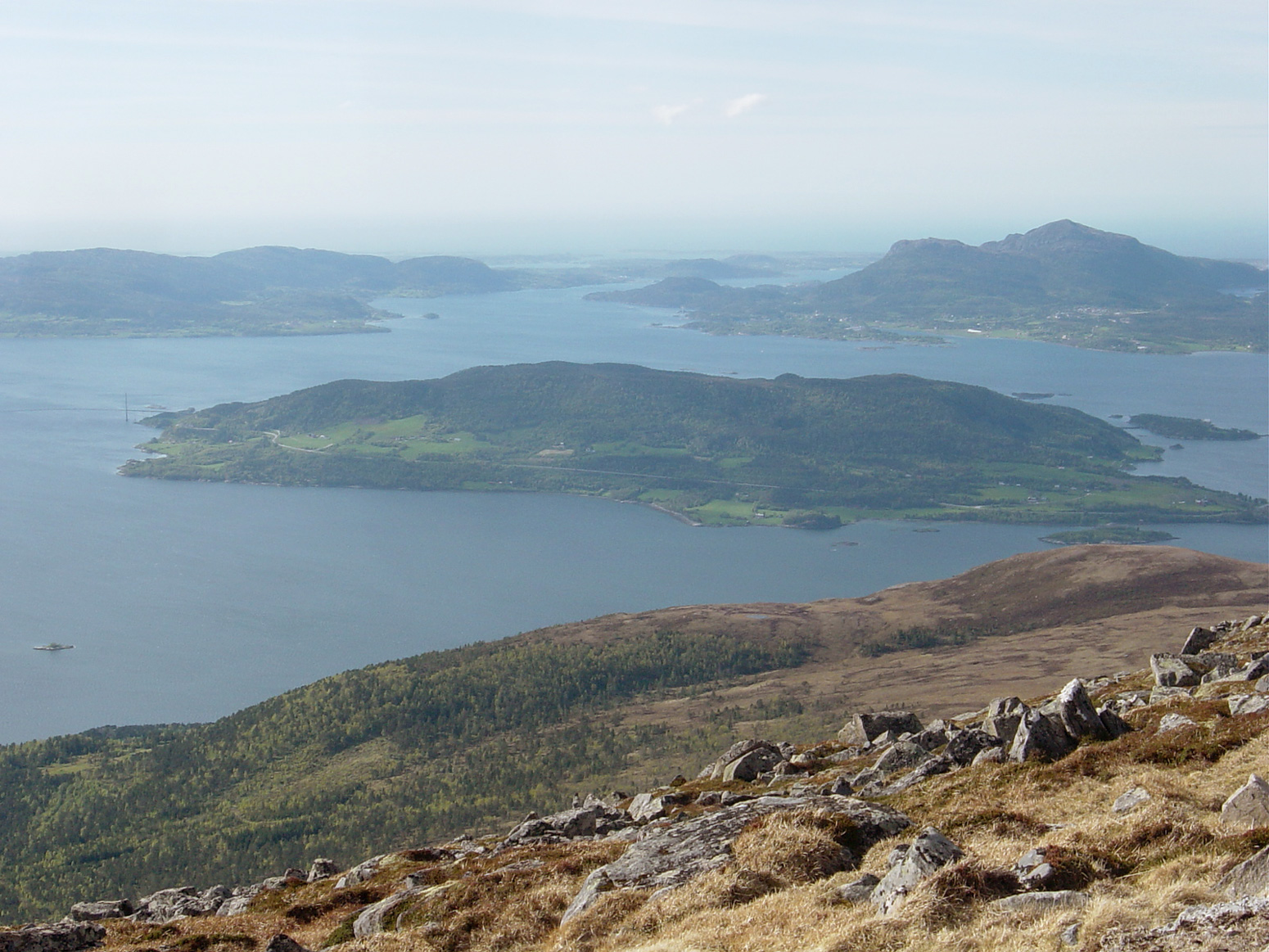
Ön Bergsøya sedd från Reinsfjellet.
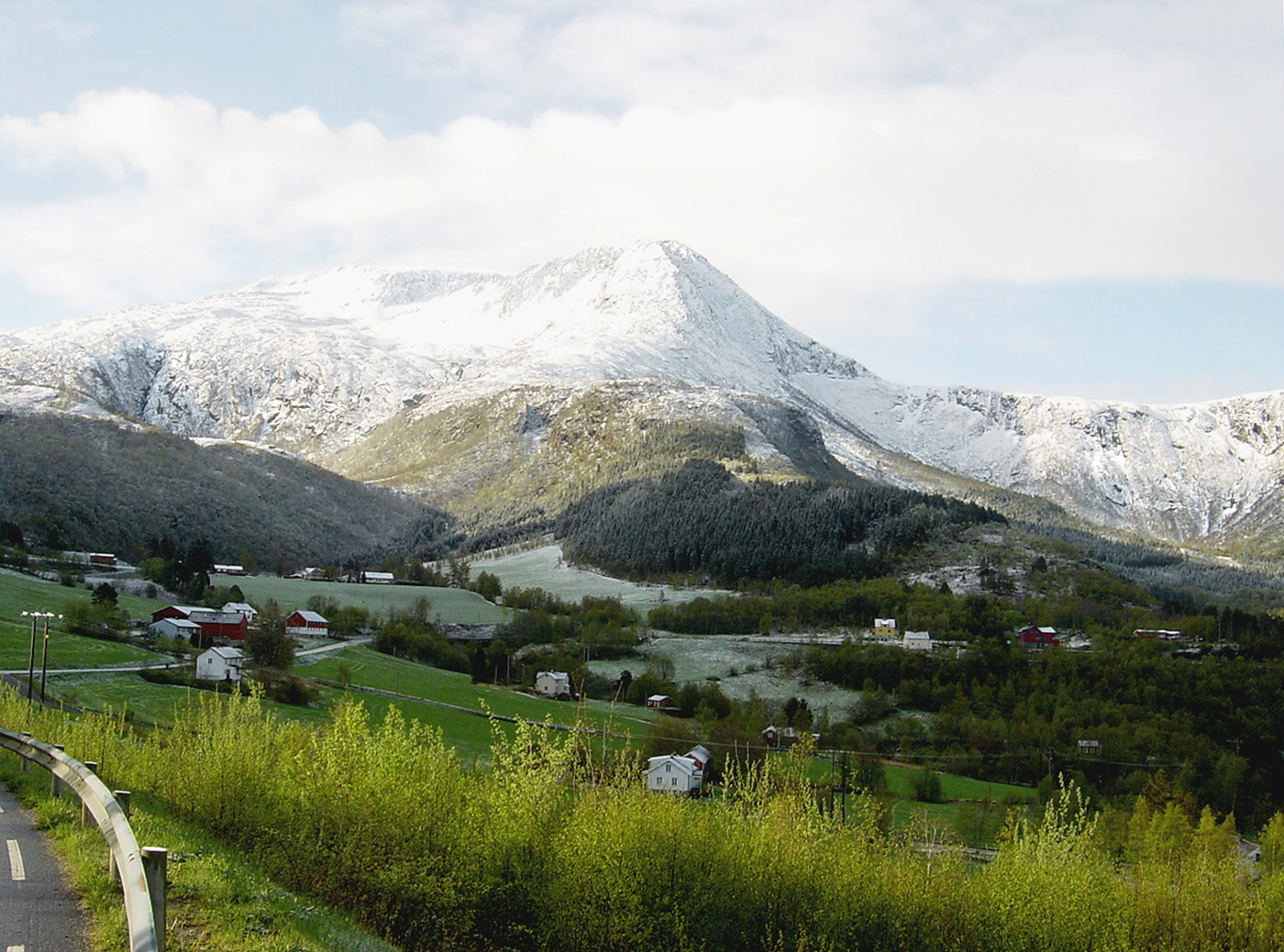
Harstadfjellet sett från Sevika.